# Caloncoba welwitschii
Caloncoba welwitschii es una especie de Magnoliopsida del género Caloncoba, de la familia Achariaceae, del orden Malpighiales.

## Distribución
Caloncoba welwitschii se distribuye por el sur de Nigeria, Camerón; isla de Bioko (Fernando Poo), Guinea Ecuatorial, Gabón, República del Congo (Brazzaville), República Centroafricana; República Democrática del Congo (Zaire), Tanzania, Angola, Malaui y el norte de Mozambique.

## Taxonomía
Fue descrita científicamente como Oncoba welwitschii (basónimo) por el botánico británico Daniel Oliver en 1868. Posteriormente, la especie fue trasladada al género Caloncoba por el botánico alemán Ernest Friedrich Gilg, esto fue publicado en la revista Botanische Jahrbücher für Systematik, volumen 40, página 462 (1908).